# Coupe de la Ligue d'Irlande de football
Cet article traite uniquement de la compétition masculine. Pour la compétition féminine, voir Coupe de la Ligue d'Irlande de football féminin.
La Coupe de la Ligue d'Irlande de football (en irlandais : Corn Maïs Sraithe na hÉireann) est une compétition de football jouée en Irlande. Cette compétition est ouverte à tous les membres de la Ligue d’Irlande, c'est-à-dire participant au championnat d’Irlande de football. Régulièrement quelques équipes non membres de la Ligue sont invitées à participer. Pendant longtemps la compétition a été organisée juste avant le début du championnat pour servir de préparation à celui-ci.
Le format de la compétition a énormément changé au cours des années. La formule la plus utilisée est celle d’une compétition à élimination directe, matinée de la formation de groupes régionaux. Elle était composée de groupes de 4 équipes. Les vainqueurs et deux meilleurs finalistes sont qualifiés pour le tableau d’élimination directe national. Cette phase finale est traditionnellement jouée en cours de saison en milieu de semaine.
La Coupe de la Ligue d'Irlande a commencé sous cette appellation en 1973, prenant la suite du Bouclier de la Ligue d'Irlande (League of Ireland Shield) existant lui depuis 1921.
Depuis 2005, la compétition offre au vainqueur une place en Setanta Sports Cup.
Depuis 2009, la compétition est sponsorisée par Electronic Arts. Elle est donc souvent connue sous le nom d' EA Sports Cup.

## Palmarès de laLeague of Ireland Shield(1921-1973)
| Année   | Club                  |
| ------- | --------------------- |
| 1921-22 | Shelbourne FC         |
| 1922-23 | Shelbourne FC         |
| 1923-24 | Bohemians FC          |
| 1924-25 | Shamrock Rovers       |
| 1925-26 | Shelbourne FC         |
| 1926-27 | Shamrock Rovers       |
| 1927-28 | Bohemians FC          |
| 1928-29 | Bohemians FC          |
| 1929-30 | Shelbourne FC         |
| 1930-31 | Waterford United      |
| 1931-32 | Shamrock Rovers       |
| 1932-33 | Shamrock Rovers       |
| 1933-34 | Bohemians FC          |
| 1934-35 | Shamrock Rovers       |
| 1935-36 | Saint James's Gate FC |
| 1936-37 | Waterford United      |
| 1937-38 | Shamrock Rovers       |
| 1938-39 | Bohemians FC          |
| 1939-40 | Bohemians FC          |
| 1940-41 | Saint James's Gate FC |
| 1941-42 | Shamrock Rovers       |
| 1942-43 | Cork United           |
| 1943-44 | Shelbourne FC         |
| 1944-45 | Shelbourne FC         |
| 1945-46 | Drumcondra FC         |
| 1946-47 | Drumcondra FC         |

| Année   | Club                      |
| ------- | ------------------------- |
| 1947-48 | Cork United               |
| 1948-49 | Shelbourne FC             |
| 1949-50 | Shamrock Rovers           |
| 1950-51 | Drumcondra FC             |
| 1951-52 | Shamrock Rovers           |
| 1952-53 | Waterford United          |
| 1953-54 | Limerick FC               |
| 1954-55 | Shamrock Rovers           |
| 1955-56 | Shamrock Rovers           |
| 1956-57 | Shamrock Rovers           |
| 1957-58 | Shamrock Rovers           |
| 1958-59 | Waterford United          |
| 1959-60 | St. Patrick's Athletic FC |
| 1960-61 | Cork Celtic               |
| 1961-62 | Drumcondra FC             |
| 1962-63 | Shamrock Rovers           |
| 1963-64 | Shamrock Rovers           |
| 1964-65 | Shamrock Rovers           |
| 1965-66 | Shamrock Rovers           |
| 1966-67 | Dundalk FC                |
| 1967-68 | Shamrock Rovers           |
| 1968-69 | Waterford United          |
| 1969-70 | Cork Hibernians           |
| 1970-71 | Shelbourne FC             |
| 1971-72 | Dundalk FC                |
| 1972-73 | Cork Hibernians           |

## Palmarès de laLeague of Ireland Cup(depuis 1973)
| Année   | Club             |
| ------- | ---------------- |
| 1973-74 | Waterford United |
| 1974-75 | Bohemians FC     |
| 1975-76 | Limerick FC      |
| 1976-77 | Shamrock Rovers  |
| 1977-78 | Dundalk FC       |
| 1978-79 | Bohemians FC     |
| 1979-80 | Athlone Town     |
| 1980-81 | Dundalk FC       |
| 1981-82 | Athlone Town     |
| 1982-83 | Athlone Town     |
| 1983-84 | Drogheda United  |
| 1984-85 | Waterford United |
| 1985-86 | Galway United    |
| 1986-87 | Dundalk FC       |
| 1987-88 | Cork City FC     |
| 1988-89 | Derry City FC    |
| 1989-90 | Dundalk FC       |
| 1990-91 | Derry City FC    |
| 1991-92 | Derry City FC    |
| 1992-93 | Limerick FC      |
| 1993-94 | Derry City FC    |

| Année                                  | Club                      |
| -------------------------------------- | ------------------------- |
| 1994-95                                | Cork City FC              |
| 1995-96                                | Shelbourne FC             |
| 1996-97                                | Galway United             |
| 1997-98                                | Sligo Rovers              |
| 1998-99                                | Cork City FC              |
| 1999-00                                | Derry City FC             |
| 2000-2001                              | St. Patrick's Athletic FC |
| 2001-2002                              | Limerick FC               |
| Changement de format de la compétition |                           |
| 2003                                   | St. Patrick's Athletic FC |
| 2004                                   | Longford Town             |
| 2005                                   | Derry City Football Club  |
| 2006                                   | Derry City FC             |
| 2007                                   | Derry City FC             |
| 2008                                   | Derry City FC             |

| Année | Club                                 |
| ----- | ------------------------------------ |
| 2009  | Bohemian FC                          |
| 2010  | Sligo Rovers                         |
| 2011  | Derry City FC                        |
| 2012  | Drogheda United                      |
| 2013  | Shamrock Rovers                      |
| 2014  | Dundalk Football Club                |
| 2015  | St. Patrick's Athletic Football Club |
| 2016  | St. Patrick's Athletic Football Club |
| 2017  | Dundalk Football Club                |
| 2018  | Derry City FC                        |
| 2019  | Dundalk Football Club                |
| 2020  | Annulé                               |
| 2021  | Annulé                               |

### Bilan
| Bilans par clubs \| Rang \| Club \| Finales gagnées(Premier-Dernier) \| \| 1 \| Shamrock Rovers \| 19 (1925-2013) \| \| 2 \| Derry City FC \| 11 (1989-2018) \| \| 3 \| Shelbourne FC \| 9 (1922-1996) \| \| - \| Bohemian FC \| 9 (1924-2009) \| \| 5 \| Dundalk FC \| 8 (1967-2019) \| \| 6 \| Waterford United \| 7 (1931-1985) \| \| 7 \| St. Patrick's Athletic FC \| 6 (1960-2016) \| \| 8 \| Drumcondra FC \| 4 (1946-1962) \| \| - \| Limerick FC \| 4 (1954-2002) \| \| 10 \| Athlone Town \| 3 (1980-1983) \| \| - \| Cork City FC \| 3 (1988-1999) \| \| 12 \| Cork Hibernians \| 2 (1970-1973) \| \| - \| Cork United \| 2 (1943-1948) \| \| - \| Galway United \| 2 (1986-1997) \| \| - \| Saint James's Gate FC \| 2 (1936-1941) \| \| - \| Sligo Rovers \| 2 (1998-2010) \| \| - \| Drogheda United \| 2 (1984-2012) \| \| 17 \| Cork Celtic \| 1 (1961) \| \| - \| Longford Town \| 1 (2004) \| |                           |                                  |
| Rang | Club                      | Finales gagnées(Premier-Dernier) |
| 1 | Shamrock Rovers           | 19 (1925-2013)                   |
| 2 | Derry City FC             | 11 (1989-2018)                   |
| 3 | Shelbourne FC             | 9 (1922-1996)                    |
| - | Bohemian FC               | 9 (1924-2009)                    |
| 5 | Dundalk FC                | 8 (1967-2019)                    |
| 6 | Waterford United          | 7 (1931-1985)                    |
| 7 | St. Patrick's Athletic FC | 6 (1960-2016)                    |
| 8 | Drumcondra FC             | 4 (1946-1962)                    |
| - | Limerick FC               | 4 (1954-2002)                    |
| 10 | Athlone Town              | 3 (1980-1983)                    |
| - | Cork City FC              | 3 (1988-1999)                    |
| 12 | Cork Hibernians           | 2 (1970-1973)                    |
| - | Cork United               | 2 (1943-1948)                    |
| - | Galway United             | 2 (1986-1997)                    |
| - | Saint James's Gate FC     | 2 (1936-1941)                    |
| - | Sligo Rovers              | 2 (1998-2010)                    |
| - | Drogheda United           | 2 (1984-2012)                    |
| 17 | Cork Celtic               | 1 (1961)                         |
| - | Longford Town             | 1 (2004)                         |

## Statistiques
- Plus grand nombre de finales gagnées pour un club : 19 Shamrock Rovers
- Plus grand nombre de finales gagnées consécutives pour un club : 4
  - Shamrock Rovers de 1955 à 1958 et de 1963 à 1966
  - Derry City FC de 2005 à 2008